# Banu Mughayd
Els Banu Mughayd són una tribu de l'Aràbia Saudita establerta a la regió d'Asir a l'entorn d'Abha.
Els seus xeics van governar Abha i l'Alt Asir des de vers el 1823 al 1923 (Abha capital va estar dominada pels otomans entre 1872 i 1918 però el 1916 els van tornar a admetre a la ciutat). De la tribu va emergir com a dirigent el 1833/1834 el clan dels al-Ayid (el Jueu) i després d'aquesta data la dinastia fou coneguda més habitualment com dinastia Al-Ayid o dinastia Ayídida o dels Ayídides.
Per la seva història amb més detall, vegeu Regió d'Asir.